# Salem al-Anezi
Salem al-Anezi (* 4. September 1983) ist ein ehemaliger kuwaitischer Leichtathlet, der sich auf den Hochsprung spezialisiert hat und in dieser Disziplin aktuell Inhaber des Landesrekordes ist.

## Sportliche Laufbahn
Erste Erfahrungen bei internationalen Meisterschaften sammelte Salem al-Anezi vermutlich im Jahr 2002, als er bei den Westasienspielen in Kuwait mit übersprungenen 2,07 m die Bronzemedaille im Hochsprung hinter dem Libanesen Jean-Claude Rabbath und Omar Moussa al-Masrahi aus Saudi-Arabien gewann. Anschließend belegte er bei den Asienmeisterschaften in Colombo mit 2,05 m den elften Platz. 2004 gelangte er bei den erstmals ausgetragenen Hallenasienmeisterschaften in Teheran mit neuem Landesrekord von 2,10 m auf den fünften Platz und gewann anschließend bei den Panarabischen Spielen in Algier mit 2,16 m die Silbermedaille hinter dem Algerier Abderrahmane Hammad. 2005 belegte er bei den Asienmeisterschaften in Incheon mit 2,10 m den achten Platz, wie auch bei den Hallenasienmeisterschaften im Jahr darauf in Pattaya mit 2,05 m und bei den Asienspielen in Doha mit einer Höhe von 2,15 m. 2007 gelangte er bei den Asienmeisterschaften in Amman mit 2,14 m auf den achten Platz und siegte anschließend mit neuem Landesrekord von 2,20 m bei den Panarabischen Spielen in Kairo. Zudem wurde er bei den Hallenasienspielen in Macau mit 2,05 m Siebter. Im Jahr darauf belegte er bei den Hallenasienmeisterschaften in Doha mit 2,10 m den siebten Platz und 2010 gelangte er bei den Westasienmeisterschaften in Aleppo mit 2,10 m ebenfalls auf Rang sieben. 2011 schied er bei den Militärweltspielen in Rio de Janeiro mit 2,05 m in der Qualifikationsrunde aus und beendete daraufhin seine aktive sportliche Karriere im Alter von 28 Jahren.

## Persönliche Bestleistungen
- Hochsprung: 2,20 m, 24. November 2007 in Kairo (kuwaitischer Rekord)
  - Hochsprung (Halle): 2,10 m, 7. Februar 2004 in Teheran